# Michaił Jesin
Michaił Wiktorowicz Jesin (ros. Михаил Викторович Есин, ur. 25 stycznia 1968 r.) – radziecki oraz rosyjski skoczek narciarski. Najlepsze wyniki w Pucharze Świata osiągnął w sezonie 1991/1992, kiedy zajął 44. miejsce w klasyfikacji generalnej.
Największym sukcesem tego skoczka jest brązowy medal mistrzostw świata juniorów z Lake Placid wywalczony drużynowo.

## Puchar Świata w skokach narciarskich

### Miejsca w klasyfikacji generalnej
- sezon 1986/1987: 70
- sezon 1987/1988: -
- sezon 1988/1989: 45
- sezon 1989/1990: 52
- sezon 1990/1991: -
- sezon 1991/1992: 44
- sezon 1992/1993: 59

## Mistrzostwa świata w lotach
- Indywidualnie
  - 1990 Vikersund (NOR) – 13. miejsce

## Mistrzostwa świata
- Indywidualnie
  - 1989 Lahti (FIN) – 11. miejsce (duża skocznia), 36. miejsce (normalna skocznia)
  - 1991 Val di Fiemme (ITA) – 44. miejsce (duża skocznia), 16. miejsce (normalna skocznia)
  - 1993 Falun (SWE) – 13. miejsce (duża skocznia), 18. miejsce (normalna skocznia)
  - 1995 Thunder Bay (CAN) – 40. miejsce (duża skocznia), 41. miejsce (normalna skocznia)
- Drużynowo
  - 1989 Lahti (FIN) – 4. miejsce
  - 1991 Val di Fiemme (ITA) – 10. miejsce
  - 1993 Falun (SWE) – 13. miejsce

## Mistrzostwa świata juniorów
- Indywidualnie
  - 1986 Lake Placid (USA) – 14. miejsce
- Drużynowo
  - 1986 Lake Placid (USA) – brązowy medal